# خوش آباد (مقاطعة فامنين)
خوش‌آباد (بالفارسية: خوش‌آباد) هي قرية تقع في Khorram Dasht Rural District في إيران. يقدر عدد سكانها بـ 655 نسمة .